# Siegfried Borries
Siegfried Borries   (Münster, 10 de març de 1912 - Berlín, 12 d'agost de 1980) va ser un violinista i educador de violí alemany.

## Biografia
Després de la seva sortida de l'escola secundària i els estudis preliminars corresponents, Borries va estudiar a la "Rheinische Musikschule" a la classe magistral del professor Bram Eldering des de 1929. En el primer Concurs Internacional de Veu i Violí de Viena el 1932, va ser l'únic alemany entre 300 sol·licitants que va rebre el "Großen Internationalen Preis" i uns mesos més tard, a l'octubre de 1932, també el "Mendelssohn Prize Berlin" de l'Acadèmia Estatal de Música de Berlín. A l'edat de 20 anys, l'1 de gener de 1933, va ser nomenat 1r concertino de la Filharmònica de Berlín per Wilhelm Furtwängler. Al maig de 1936, va ser guardonat amb el primer "Musikpreis der Reichshauptstadt Berlin". També el 1936, es va convertir en professor al Conservatori Stern. En els "Reich Music Days" de l'estiu de 1939, Borries va ser guardonat amb el Premi Nacional de Música de 1939 com el millor violinista alemany de la propera generació de solistes. De 1941 a 1945, Borries va ser mestre de concerts especial de la Staatskapelle Berlin sota l'autoritat de Herbert von Karajan.
Com a músic de cambra, va tocar de 1933 a 1945 juntament amb els seus col·legues filharmònics Heinrich Breiden, flauta i Hans Ahlgrimm, 2n violí al Trio Borries-Breiden-Ahlgrimm. Borries va ser catalogat com un important violinista de l'Estat de l'NS a la llista Gottbegnadeten de Goebbels.
Després del final de la guerra, el 1945, es va fer càrrec de les classes magistrals de violí al recentment fundat "Institut Internacional de Música de Berlín". També va reprendre el seu càrrec com a concertino de lOrquestra Filharmònica i es va convertir en director de la seva associació de música de cambra. A partir de 1948, va ensenyar violí (des de 1949 com a professor) a la Universitat de les Arts de Berlín i va desenvolupar en els anys següents una animada activitat de concert com a solista i músic de cambra a Alemanya i a l'estranger.
El 1957, a causa de les diferències amb el Senat de Berlín sobre qüestions de taxes, Borries es va negar a participar en el concert del 75è aniversari de l'orquestra. Després va ser posat en excedència fins a la seva sortida final de l'orquestra el 31 d'agost de 1961.
Borried va morir a Berlín a l'edat de 68 anys.

## Premis
- 1932: Internacionalista Musikpreis Wien
- 1932: Mendelssohn Beca für ausübende Tonkünstler
- 1936: Musikpreis der Stadt Berlín
- 1939: Nationaler Musikpreis für den besten deutschen Geiger des Solistennachwuchses

## Enregistraments
- Amb la Berliner Philharmoniker a Electrola, els dos concerts per a violí de Ludwig van Beethoven dirigit per Johannes Schüler (1939) així com el Concert per a violí de Mendelssohn, Sergiu Celibidache a la direcció (1948)
- Concert número 1 de Max Bruch amb la Staatskapelle dirigida per Fritz Zaun (1943)
- Gravació radiofònica del Reichs-Rundfunk-Gesellschaft Johannes Brahms' Concert per a violí (1936, Berliner Funk-Orchester dirigit per Max Fiedler)
- Amb Michael Raucheisen com a acompanyant, la Sonata "Primavera",Op. 24, de Ludwig van Beethoven
- Sonata per a violí (Duo), D.574, de Franz Schubert
- Sonatina d'Antonín Dvořák, i les seves tres peces romàntiques, enregistraments dels anys 1943 i 1944.
- El concert per a violí de Ferruccio Busoni (1949, Filharmònica de Berlín sota Celibidache) ha estat conservat com un enregistrament de RIAS.[4]

- Sobre el segell nord-americà Urania –amb la Sinfonie-Orchester de Radio Berlin dirigida per Artur Rother – torna a ser el concert per a violí de Ferruccio Busoni i el Concert per a violí de Richard Strauss.